# Dynamika rotorů
Dynamika rotorů sjednocuje oblasti dynamiky tuhých těles (rotorů), dynamiky tekutin (olejového filmu kluzných ložisek), popřípadě i problematiku dynamiky magnetických ložisek mechatronických systémů.
Dynamika rotorů popisuje mimo jiné :
- Nárůst amplitudy rotorového chvění při najíždění na provozní otáčky a brzdění z provozních otáček u systému tvořeného rotorem a ložisky. V důsledku buzení s otáčkovou frekvencí (1×) (od nevývažku) je třeba při najíždění a brzdění překonávat otáčková pásma, v nichž může při tzv. kritických otáčkách docházet k rezonanci.
- Stavy rezonance při buzení rotoru více různými otáčkově-harmonickými frekvencemi. Pokud je například rotor buzen otáčkovou frekvencí (1×) (od nevývažku) a zároveň dvojnásobnou frekvencí (2×) (například při jednostranné trhlině), pak dojde k rezonanci také při poloviční hodnotě každých kritických otáček. Oběžné lopatky axiálních turbín a disky rotorů parních turbín pak mohou být vybuzeny do rezonance i daleko vyššími otáčkově-harmonickými frekvencemi.
- Zvýšení vlastních frekvencí rotoru gyroskopickým efektem disků rotoru a radiálních oběžných kol. Změna vlastních frekvencí rotoru a vlastních tvarů kmitů s otáčkami, kvůli otáčkové závislosti tuhosti kluzných ložisek.
- Výskyt subsynchronní složky rotorového chvění při dosažení a překročení meze stability, při níž se rotorové chvění vyvolané nevývažky ( tzn. chvění s otáčkovou frekvencí) stává nestabilní.

Dynamika rotorů se jako inženýrský obor významně rozvinula na konci devatenáctého století spolu s vývojem a výrobou parních turbín.
Problémy dynamiky rotorů je však nutno řešit nejen při vývoji tepelných a vodních turbín a generátorů, ale objevují se například i při vývoji odstředivek, rychloběžných hřídelů tkacích strojů , bezkontaktně uložených hřídelů zubních vrtaček, nebo u pevných disků počítačů.